# プールサイド大作戦
「プールサイド大作戦」（プールサイドだいさくせん）は、日本の女性アイドルグループ・アイドリング!!!の楽曲。2010年8月4日にポニーキャニオンからリリースした、通算13枚目のシングル。楽曲は、ソングライター・leonn（作詞）と日比野裕史（作曲）の共作。

## 背景・制作
前作「目には青葉 山ホトトギス 初恋」から、2ヶ月後に発表した13thシングル。
20人編成となってから、2作目の作品になる。
収録曲
表題曲とc/w曲「GO EAST!!! GO WEST!!!」の制作は、グループの楽曲制作に馴染みのソングライター leonn（作詞）・日比野裕史（作曲）のコンビが担当、編曲に渡辺徹 (作曲家)も関わっている。
表題曲のサウンドは、スカのリズムがフィーチャーされており、ユニゾン・フレーズにはモーツァルト作曲の「アイネ・クライネ・ナハトムジーク」の一節が引用されている。
c/w曲「ドキドキが止まらない♡」は、DISACODEのボーカリスト・AKIRA (須王秋羅)、元バンドじゃないもん!のミナミトモヤ、OLDCODEXのR・O・Nら、ロックミュージシャン達の共作による提供曲。
収録メンバー
c/wはユニット曲として、大人組（主に18歳以上）と子供組（主に17歳以下）に分けて選抜されている。
| 楽曲                      | メンバー |
| ------------------------- | --- |
| 「プールサイド大作戦」    | 下記全メンバー                                                                                                   |
| 「GO EAST!!! GO WEST!!!」 | 大人組（遠藤舞・外岡えりか・谷澤恵里香・フォンチー・横山ルリカ・森田涼花・河村唯・酒井瞳・菊地亜美・三宅ひとみ） |
| 「ドキドキが止まらない♡」 | 子供組（長野せりな・朝日奈央・橘ゆりか・大川藍・橋本楓・倉田瑠夏・伊藤祐奈・野元愛・後藤郁・尾島知佳）           |

## リリース
シングルCDは通常盤、初回盤A・Bの3形態でリリース。通常盤の初回生産分にはトレーディングカードA（全20種の内ランダム1枚）、初回盤AにはトレーディングカードB（全20種の内ランダム1枚）とDVD、初回盤Bにはアイドリング!!!オリジナルQTカード（全20種からランダム1枚）の封入特典が付く。QTカードは、裏面のQRコードに携帯電話でのアクセスにより、収録コンテンツ（メンバーのコメント、待ち受け画面など）を視聴できる。
特典企画
協力店舗でのみ、先着購入者に「オリジナル・トレーディングカード（各店絵柄5種の内ランダム1枚）」を進呈する、コラボ企画を実施している。

## プロモーション
楽曲のプロモーションで、以下のメディアに出演した。
テレビ番組
- 魁!音楽番付〜EIGHT〜（2010年8月11日、フジテレビ）

ラジオ番組
- グリーンステーション（2010年8月14日InterFM）

主催企画
発売記念イベント兼ねた握手会が、以下の日時・場所で実施された。
「プールサイド大作戦」発売記念イベント
- 2010年8月3 - 5日 フジテレビ本社屋
- 2010年8月22日 東京流通センター 第一展示場
- 2010年8月29日 フジテレビ湾岸スタジオ
- 2010年9月5日 品川THE GRAND HALL

## ミュージック・ビデオ
ミュージック・ビデオはリリース後に、アイドリング!!!公式YouTubeチャンネルで、フルバージョンが無料公開された。初回盤Aに付属するDVDにも収録されている。
劇中では、画面を終始多分割する演出が施されている。

## ライブ・パフォーマンス
収録曲はグループ定期公演のほか、以下のイベント等でライブ披露している。
- お台場合衆国2010〜笑うBayには福きたる!!〜（2010年7月17日 - 8月31日、フジテレビ本社屋）
- 品はちライブ in NGK（2010年7月25日、なんばグランド花月）
- ラブベリー サマーパーティ（2010年7月31日、ラフォーレミュージアム六本木）
- アイドリング!!!定期公演『品はちライブ』（2010年7月ほか、品川よしもとプリンスシアター）
- TOKYO IDOL FESTIVAL 2010 前夜祭（2010年8月6日、品川よしもとプリンスシアター）
- TOKYO IDOL FESTIVAL 2010（2010年8月7・8日、品川ステラボール）
- (有)申し訳AFTERNOON@西麻布（2010年9月20日、西麻布eleven）
- 静岡ホビーフェア（2010年9月25日、東静岡広場）
- 東京アースライド2010（2010年10月11日、お台場潮風公園太陽の広場）
- 口蹄疫義援イベント「がんばっど宮崎 / 水平線の花火と音楽」（2010年11月7日、みやざき臨海公園サンマリーナ宮崎）

## メディアでの使用
表題曲は以下のメディアで使用された。
- 平和『CRドキッ!丸ごと水着 女だらけの水泳大会 アイドルだらけで困っちゃうング!!!』挿入歌

## シングル収録トラック
| #         | タイトル                             | 作詞      | 作曲         | 編曲            | 時間  |
| --------- | ------------------------------------ | --------- | ------------ | --------------- | ----- |
| 1.        | 「プールサイド大作戦」               | leonn     | 日比野裕史   | 日比野裕史      | 3:26  |
| 2.        | 「GO EAST!!! GO WEST!!!」            | leonn     | 日比野裕史   | 渡辺徹 (作曲家) | 4:25  |
| 3.        | 「ドキドキが止まらない♡」            | 須王秋羅  | ミナミトモヤ | R・O・N         | 4:44  |
| 4.        | 「プールサイド大作戦」(Instrumental) |           |              |                 | 3:25  |
| 合計時間: | 合計時間:                            | 合計時間: | 合計時間:    | 合計時間:       | 17:40 |

| #  | タイトル                            | 作詞 | 作曲・編曲 |
| -- | ----------------------------------- | ---- | ---------- |
| 1. | 「プールサイド大作戦」(Music Video) |      |            |
| 2. | 「ジャケット&MV撮影ドキュメント」   |      |            |